# Argyll (Écosse)
Pour les articles homonymes, voir Argyll.
Argyll (Earra-Ghàidheal en gaélique écossais, historiquement aussi écrit Argyle) est une région de l'Ouest de l'Écosse correspondant plus ou moins à l'ancien Dál Riata, située en Grande-Bretagne sur la côte ouest entre Mull of Kintyre et Cap Wrath.
L'auteur de De Situ Albanie au XIIIe siècle explique que « le nom Arregathel signifie margin des Écossais ou Irlandais, car Écossais et Irlandais sont appelés Gattheli [=Gaëls], du nom de leur ancien chef militaire Gaithelglas. » Toutefois, on pense également que le terme pourrait dériver de Earra-Ghàidheal, « côte des Gaëls. » Argyll est un ancien diocèse médiéval, dont la cathédrale est située à Lismore, et plus récemment un comté et un duché, le duché d'Argyll.

## Comté et district

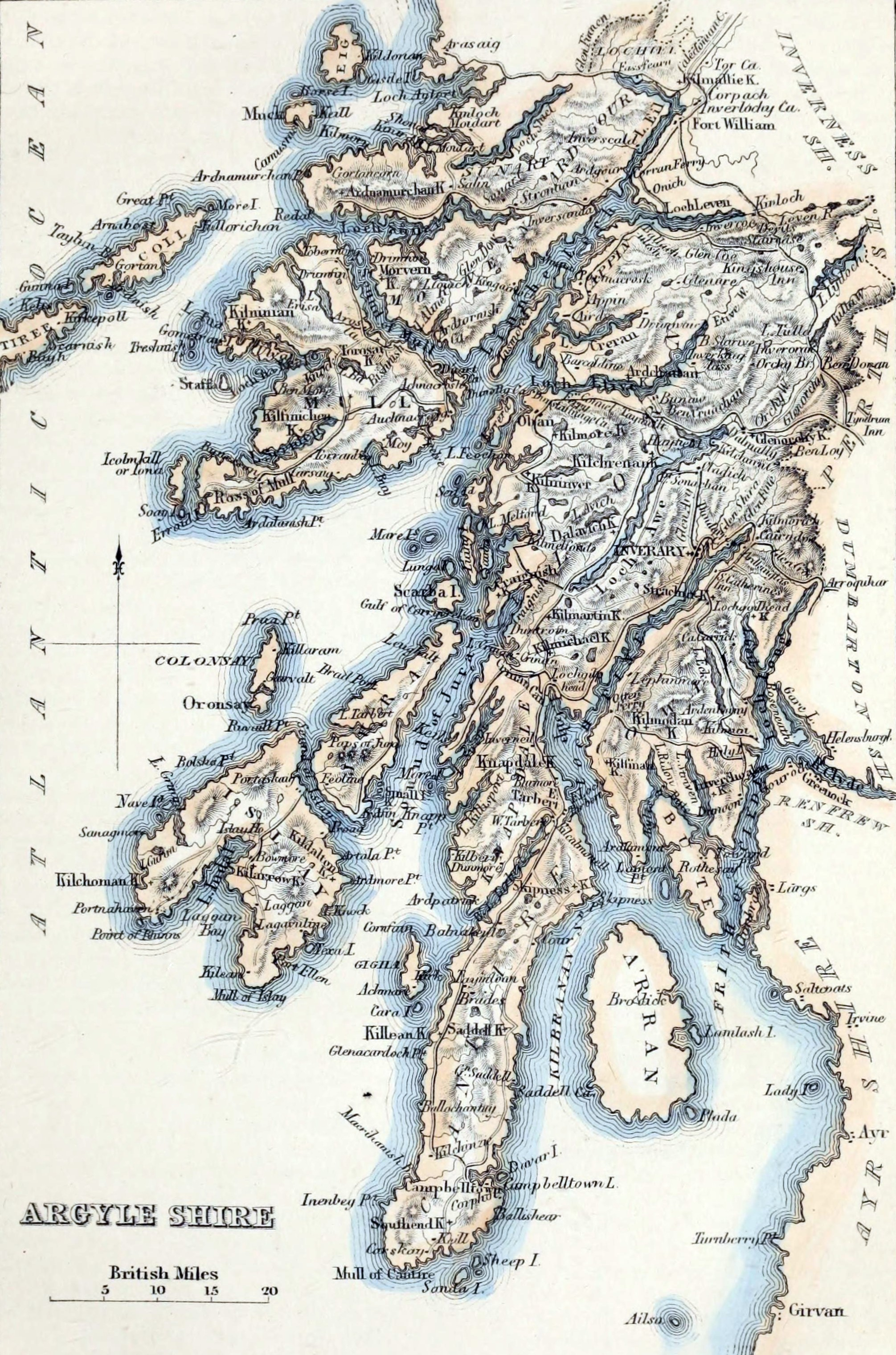
La carte du comté dans «The Imperial gazetteer of Scotland»; vol. I; par le Rév. John Marius Wilson

Argyll, parfois anglicisé en Argyllshire, est un ancien comté d'Écosse entre 1890 et 1975. Il borde le comté d'Inverness, le Perthshire, le Dunbartonshire, le Renfrewshire, l'Ayrshire et le comté de Bute. Le Renfrewshire et l'Ayrshire forme l'autre côté du Firth of Clyde. Bute est un comté insulaire dans le firth.
La capitale du comté est historiquement Inveraray, qui est toujours le siège du duc d'Argyll. Lochgilphead se réclame plus tard centre du comté en tant que siège du gouvernement local. Aucune de ces villes n'est la plus peuplée de la région puisque les plus grandes villes d'Argyll sont Oban, Dunoon et Campbeltown.
Les Small Isles faisaient partie du comté, jusqu'à ce qu'elles soient transférées à l'Inverness-shire en 1891, d'après les règles établies par la loi de gouvernement local de 1889.
On cesse d'utiliser le terme de comté d'Argyll comme entité de gouvernement local en 1975 lorsque la région est partagée entre les régions d'Highland et Strathclyde. Un district portant le nom d'Argyll and Bute est formé dans le Strathclyde, englobant une bonne partie de l'Argyll et l'île de Bute.
En 1996 un nouveau système de gouvernement local est instauré, et la council area d'Argyll and Bute est créée.

## Résidents célèbres
- Patrick MacKellar (en), (1717-1778), né en Argyll, ingénieur militaire, considéré comme l'ingénieur le plus compétent d'Amérique[2].
- George Robertson (né le 12 avril 1946, George Islay MacNeill Robertson) est un politicien travailliste britannique qui devient le dixième secrétaire général de l'OTAN entre 1999 et 2004.